# Deuxième loi de Gossen
La deuxième loi de Gossen , du nom d'Hermann Heinrich Gossen (1810-1858), est l'affirmation selon laquelle un agent économique répartit ses dépenses de telle sorte que l'utilité marginale de chaque bien, divisée par son prix, soit égale à celle de tous les autres biens. Formellement : 
{\displaystyle \forall \left(i,j\right),~{\frac {\partial U/\partial x_{i}}{p_{i}}}={\frac {\partial U/\partial x_{j}}{p_{j}}}}
avec :
- {\displaystyle U} l'utilité
- {\displaystyle \partial U/\partial x_{i}} l'utilité marginale
- {\displaystyle x_{i}} la quantité du {\displaystyle i}-ème bien ou service
- {\displaystyle p_{i}} le prix du {\displaystyle i}-ème bien ou service

## Explication non formalisée
On suppose qu'un agent économique veut acheter différents biens et services. Tant que l'utilité marginale d'un bien donné est supérieure à celle des autres, l'agent économique a intérêt à acheter ce bien. Il choisit en priorité les biens et les services dont l'utilité marginale est la plus élevée par rapport à leur prix. En considérant des biens et services divisibles en quantités infimes, la situation qui rapporte le plus d'utilité est alors celle dans laquelle les utilités marginales pondérées par leurs prix sont égales pour tous les biens.